# Giuseppe Delfino
Giuseppe Delfino   (Torí, 22 de novembre de 1921 - Palazzo Canavese, 10 d'agost de 1999) fou un tirador d'esgrima italià, guanyador de sis medalles olímpiques.

## Biografia
Va néixer el 22 de novembre de 1921 a la ciutat de Torí, població situada al Piemont, que en aquells moments formava part del Regne d'Itàlia i que avui dia forma part de la República Italiana. Va morir el 10 d'agost de 1999 a la petita població de Palazzo Canavese a conseqüència d'un atac de cor.

## Carrera esportiva
Va participar, als 30 anys, en els Jocs Olímpics d'Estiu de 1952 realitzats a Hèlsinki (Finlàndia), on va aconseguir guanyar la medalla d'or en la prova per equips d'espasa. En els Jocs Olímpics d'Estiu de 1956 realitzats a Melbourne (Austràlia) va aconseguir revalidar el seu títol olímpic per equips, aconseguint així mateix una medalla de plata en la prova individual. En els Jocs Olímpics d'Estiu de 1960 realitzats a Roma (Itàlia) aconseguí el tercer or per equips i el seu primer títol en la prova individual. En els Jocs Olímpics d'Estiu de 1964 realitzats a Tòquio (Japó), la seva última participació olímpica, aconseguí guanyar la medalla de plata en la prova per equips sent eliminat a quart de final en la prova individual.
Al llarg de la seva carrera aconseguí guanyar set medalles en el Campionat del Món d'esgrima, sis d'elles d'or.